# Catoxyethira robisoni
Catoxyethira robisoni är en nattsländeart som beskrevs av Francois-Marie Gibon och Ranaivoharindriaka 1995. Catoxyethira robisoni ingår i släktet Catoxyethira och familjen smånattsländor. Inga underarter finns listade i Catalogue of Life.